# دایکی اوگاوا
دایکی اوگاوا (انگلیسی: Daiki Ogawa؛ زادهٔ ۱۶ اکتبر ۱۹۹۱) بازیکن فوتبال اهل ژاپن است.
از باشگاه‌هایی که در آن بازی کرده‌است می‌توان به باشگاه فوتبال جوبیلو ایواتا اشاره کرد.